# Kanivșciîna, Hlobîne
Kanivșciîna (în ucraineană Канівщина) este un sat în comuna Pohrebî din raionul Hlobîne, regiunea Poltava, Ucraina.

## Demografie
Componența lingvistică a localității Kanivșciîna
     Ucraineană (96,46%)
     Rusă (3,54%)
Conform recensământului din 2001, majoritatea populației localității Kanivșciîna era vorbitoare de ucraineană (96,46%), existând în minoritate și vorbitori de rusă (3,54%).